# União Africana
União Africana (UA) é a organização internacional consistindo de 55 países que promove a integração entre os países do continente africano nos mais diferentes aspetos. A UA foi anunciada na Declaração de Sirte em Sirte, Líbia, a 9 de setembro de 1999. O Bloco foi fundado a 26 de maio de 2001 em Adis Abeba, Etiópia, e lançado a 9 de julho de 2002 em Durban, África do Sul e sucessora da Organização da Unidade Africana, criada em 1963, é baseada no modelo da União Europeia (mas atualmente com atuação mais próxima a da Comunidade das Nações), ajuda na promoção da democracia, direitos humanos e desenvolvimento econômico na África, especialmente no aumento dos investimentos estrangeiros por meio do programa Nova Parceria para o Desenvolvimento da África. Seu primeiro presidente foi o sul-africano Thabo Mbeki.
O secretariado da UA, a Comissão da União Africana, tem base em Adis Abeba. A maior cidade na UA é em Lagos, Nigéria, enquanto a maior aglomeração urbana é no Cairo, Egito. A União Africana tem mais de 1.3 mil milhões de pessoas e uma área de cerca de 29 milhões km2 e inclui monumentos mundiais famosos, como o Saara e o Nilo. As principais línguas de trabalho são Árabe, Inglês, Francês, Português, Espanhol, e suaíli. Dentro da União Africana, existem organismos oficiais, como o Conselho de Paz e Segurança e o Parlamento Pan-Africano.

## Visão geral
Os objetivos da UA são os seguintes:
1. Alcançar maior unidade, coesão e solidariedade entre os países e nações africanas.
2. Defender a soberania, integridade territorial e independência dos seus Estados-Membros .
3. Acelerar a integração política e sócio-económica do continente.
4. Promover e defender posições africanas comuns em problemas de interesses para o continente e as suas pessoas.
5. Encorajar cooperação internacional, tendo em conta a Carta das Nações Unidas e a Declaração Universal dos Direitos Humanos.
6. Promover paz, segurança, e estabilidade no continente.
7. Promover princípios e instituições democráticas, participação popular e boa governação.
8. Promover e proteger os direitos humanos e dos povos de acordo com a Carta Africana dos Direitos Humanos e dos Povos e outros instrumentos de direitos humanos relevantes.
9. Estabelecer as condições necessárias que permite o continente ter o seu papel justo na economia global e em negociações internacionais.
10. Promover desenvolvimento sustentável a níveis económicos, sociais e culturais como também a integração das economias africanas.
11. Promover co-operações em todos os campos de atividade humana para aumentar os padrões de vida das pessoas africanas.
12. Coordenar e harmonizar as políticas entre Comunidades Económicas Regionais existentes e futuras, para a realização gradual de objetivos da União.
13. Avançar o desenvolvimento do continente promovendo pesquisa em todos os campos, em particular na ciência e tecnologia.
14. Trabalhar com parceiros internacionais relevantes na erradicação de doenças evitáveis e a promoção de boa saúde no continente.

A União Africana é composta por tanto organismo políticos como administrativos. O órgão com o maior poder de decisão é a Assembleia da União Africana, composta por todos os chefes de estado ou governo dos estados-membros da UA. A Assembleia é presidida por Félix Tshisekedi, Presidente da República Democrática do Congo. A UA também tem um órgão representativo, o Parlamento Pan-Africano, que consiste de 265 membros eleitos pelas legislaturas dos estados-membros da UA. O seu presidente é Roger Nkodo Dang.
A 15 de julho de 2012, Nkosazana Dlamini-Zuma ganhou um voto fortemente constestado para se tornar na primeira chefe da Comissão da União Africana, substituindo Jean Ping, do Gabão.
Outras estruturas da UA são hospedadas por diferentes estados-membros:
- a Comissão Africana dos Direitos Humanos e dos Povos baseia-se em Banjul, Gâmbia; e
- a Nova Parceria para o Desenvolvimento da África e os Secretariados APRM e o Pan-Africano são em Midrand, África do Sul

A primeira intervenção da UA num estado-membro foi o destacamento em maio de 2003 de uma força de paz de soldados da África do Sul, Etiópia, e Moçambique para Burundi para supervisionar a implementação de vários acordos. Tropas da UA também foram destacadas para o Sudão para manter a paz durante o Conflito de Darfur, antes da missão ser passada para as Nações Unidas a 1 de janeiro de 2008 via UNAMID. A UA também mandou uma missão de manutenção de paz para a Somália, consistindo de tropas de Uganda e Burundi.
A UA adotou um número de novos documentos importantes estabelecendo normas a um nível continental, para suplementar os que já existiam quando foi criada. Este incluem a Convenção da União Africana para Prevenir e Combater Corrupção (2003), a Carta Africana sobre Democracia, Eleições e Governação (2007), Nova Parceria para o Desenvolvimento da África (NEPAD) e a sua associada Declaração de Democracia, Governação Política, Económica e Corporativa.

## Economia
A Zona de Comércio Livre Continental Africana foi criada entre 54 das 55 nações da UA, com comércio a começar a partir de 1 de janeiro de 2021.
Os objetivos futuros da UA incluem uma união aduaneira, um mercado comum, um banco central, e uma moeda única, assim estabelecendo união económica e monetária.

### Indicadores
A tabela seguinte mostra vários dados dos estados membros da UA, incluindo área, população, produção económica e desigualdade de rendimentos, como também vários índices, incluindo desenvolvimento humano, viabilidade do estado, perceção de corrupção, liberdade económica, estado de paz, liberdade de imprensa e nível democrático.
| País                           | Área terrestre(km²) 2015  | População2021  | PIB(Int'l$) 2015  | PIBper capita(Int'l$) 2015 | IDH2014 | Índice de Estados Frágeis 2016 | IPC2016 | ILE2016 | IGP2016 | ILI2016 | ID2016 |
| ------------------------------ | ------------------------- | -------------- | ----------------- | -------------------------- | ------- | ------------------------------ | ------- | ------- | ------- | ------- | ------ |
| África do Sul                  | 1.213,090                 | 59,392,255     | 742,461,000,000   | 12,393                     | 0.666   | 69.9                           | 45      | 61.9    | 2.32    | 21.92   | 7.41   |
| Angola                         | 1 246,700                 | 34,503,774     | 173,593,223,667   | 6,938                      | 0.532   | 90.5                           | 18      | 48.94   | 2.14    | 39.89   | 3.40   |
| Argélia                        | 2 381,741                 | 44,177,969     | 548,293,085,686   | 13,823                     | 0.736   | 78.3                           | 34      | 50.06   | 2.21    | 41.69   | 3.56   |
| Benim                          | 112,760                   | 12,996,895     | 21,016,184,357    | 1,932                      | 0.48    | 78.9                           | 36      | 59.31   | 2.00    | 28.97   | 5.67   |
| Botswana                       | 566,730                   | 2,588,423      | 33,657,545,969    | 14,876                     | 0.698   | 63.5                           | 60      | 71.07   | 1.64    | 22.91   | 7.87   |
| Burquina Fasso                 | 273,600                   | 22,100,683     | 28,840,666,622    | 1,593                      | 0.402   | 89.4                           | 42      | 59.09   | 2.06    | 22.66   | 4.70   |
| Burundi                        | 25,680                    | 12,551,213     | 7,634,578,343     | 300                        | 0.4     | 100.7                          | 20      | 53.91   | 2.50    | 54.10   | 2.40   |
| Cabo Verde                     | 4,030                     | 587,925        | 3,205,197,585     | 6,158                      | 0.646   | 71.5                           | 59      | 66.46   | N/A     | 19.82   | 7.94   |
| Camarões                       | 472,710                   | 27,198,628     | 68,302,439,597    | 2,926                      | 0.512   | 97.8                           | 26      | 54.18   | 2.36    | 40.53   | 3.46   |
| Chade                          | 1.259,200                 | 17,179,740     | 28,686,194,920    | 2,044                      | 0.392   | 110.1                          | 20      | 46.33   | 2.46    | 40.59   | 1.50   |
| Comores                        | 1,861                     | 821,625        | 1,098,546,195     | 1,393                      | 0.503   | 83.8                           | 24      | 52.35   | N/A     | 24.33   | 3.71   |
| Costa do Marfim                | 318,000                   | 27,478,249     | 74,916,780,423    | 3,300                      | 0.462   | 97.9                           | 34      | 60.01   | 2.28    | 30.17   | 3.81   |
| Djibuti                        | 23,180                    | 1,105,557      | 2,911,406,226     | 3,279                      | 0.47    | 89.7                           | 30      | 55.96   | 2.29    | 70.90   | 2.83   |
| Egito                          | 1 010,407                 | 109,262,178    | 1,173,000,000,000 | 10,250                     | 0.69    | 90.2                           | 34      | 55.96   | 2.57    | 54.45   | 3.31   |
| Eritreia                       | 101,000                   | 3,620,312      | 8,845,000,000b    | 600b                       | 0.391   | 98.6                           | 18      | 42.7    | 2.46    | 83.92   | 2.37   |
| Essuatíni                      | 17,204                    | 1,192,271      | 10,452,834,007    | 8,122                      | 0.531   | 87.6                           | N/A     | 59.65   | 2.07    | 52.37   | 3.03   |
| Etiópia                        | 1 104,300                 | 120,283,026    | 152,057,290,468   | 1,530                      | 0.442   | 97.2                           | 34      | 51.52   | 2.28    | 45.13   | 3.60   |
| Gabão                          | 257,670                   | 2,341,179      | 32,539,376,597    | 18,860                     | 0.684   | 72                             | 35      | 58.96   | 2.03    | 32.20   | 3.74   |
| Gâmbia                         | 10,120                    | 2,639,916      | 3,140,820,062     | 1,578                      | 0.441   | 86.8                           | 26      | 57.14   | 2.09    | 46.53   | 2.91   |
| Gana                           | 227,540                   | 32,833,031     | 108,393,071,924   | 3,955                      | 0.579   | 71.2                           | 43      | 63.00   | 1.81    | 17.95   | 6.75   |
| Guiné                          | 245,720                   | 13,531,906     | 14,316,884,358    | 1,135                      | 0.411   | 103.8                          | 27      | 53.33   | 2.15    | 33.08   | 3.14   |
| Guiné-Bissau                   | 28,120                    | 2,060,721      | 2,521,743,682     | 1,367                      | 0.42    | 99.8                           | 16      | 51.81   | 2.26    | 29.03   | 1.98   |
| Guiné Equatorial               | 28,050                    | 1,634,466      | 32,317,928,931    | 38,243                     | 0.587   | 85.2                           | N/A     | 43.67   | 1.94    | 66.47   | 1.70   |
| Lesoto                         | 30,360                    | 2,281,454      | 5,914,437,068     | 2,770                      | 0.497   | 80.9                           | 39      | 50.62   | 1.94    | 28.78   | 6.59   |
| Libéria                        | 96,320                    | 5,193,416      | 3,533,313,381     | 500                        | 0.43    | 95.5                           | 37      | 52.19   | 2.00    | 30.71   | 5.31   |
| Líbia                          | 1,759,540                 | 6,735,277      | 94,010,000,000b   | 14,900b                    | 0.724   | 96.4                           | 14      | N/A     | 3.20    | 57.89   | 2.25   |
| Madagáscar                     | 581,800                   | 28,915,653     | 33,354,200,458    | 1,376                      | 0.51    | 84.2                           | 26      | 61.06   | 1.76    | 27.04   | 5.07   |
| Malawi                         | 94,280                    | 19,889,742     | 19,137,290,349    | 1,112                      | 0.445   | 87.6                           | 31      | 51.8    | 1.82    | 28.12   | 5.55   |
| Mali                           | 1 220,190                 | 21,904,983     | 33,524,899,739    | 1,905                      | 0.419   | 95.2                           | 32      | 56.54   | 2.49    | 39.83   | 5.70   |
| Mauritânia                     | 1 030,700                 | 6,614,974      | 16,190,000,000b   | 4,400b                     | 0.506   | 95.4                           | 27      | 54.8    | 2.30    | 24.03   | 3.96   |
| Ilhas Maurícias                | 2,030                     | 1,298,915      | 23,817,914,134    | 18,864                     | 0.777   | 43.2                           | 54      | 74.73   | 1.56    | 27.69   | 8.28   |
| Marrocos                       | 446,300                   | 37,076,584     | 257,398,957,178   | 7,365                      | 0.628   | 74.2                           | 37      | 61.27   | 2.09    | 42.64   | 4.77   |
| Moçambique                     | 786,380                   | 32,077,072     | 31,326,751,237    | 1,120                      | 0.416   | 87.8                           | 27      | 53.19   | 1.96    | 30.25   | 4.02   |
| Namíbia                        | 823,290                   | 2,530,151      | 24,043,436,006    | 9,778                      | 0.628   | 71.1                           | 52      | 61.85   | 1.87    | 15.15   | 6.31   |
| Níger                          | 1 266,700                 | 25,252,722     | 17,857,377,171    | 897                        | 0.348   | 98.4                           | 35      | 54.26   | 2.24    | 24.62   | 3.96   |
| Nigéria                        | 910,770                   | 213,401,323    | 1,168,000,000,000 | 5,639                      | 0.514   | 103.5                          | 28      | 57.46   | 2.88    | 35.90   | 4.50   |
| Quênia                         | 569,140                   | 53,005,614     | 133,592,522,053   | 2,901                      | 0.548   | 98.3                           | 26      | 57.51   | 2.38    | 31.16   | 5.33   |
| República Centro-Africana      | 622,980                   | 5,457,154      | 2,847,726,468     | 581                        | 0.35    | 112.1                          | 20      | 45.23   | 3.35    | 33.60   | 1.61   |
| República Democrática do Congo | 2.267,050                 | 95,894,118     | 56,920,935,460    | 300                        | 0.433   |                                | 21      | 46.38   | 3.11    | 50.97   | 1.93   |
| República do Congo             | 341,500                   | 5,835,806      | 27,690,345,067    | 5,993                      | 0.591   | 92.2                           | 20      | 42.80   | 2.25    | 35.84   | 2.91   |
| Ruanda                         | 24,670                    | 13,461,888     | 19,216,033,048    | 1,655                      | 0.483   | 91.3                           | 54      | 63.07   | 2.32    | 54.61   | 3.07   |
| Saara Ocidental                | 266,000                   | 565,581        | 906,500,000d      | 2,500d                     | N/A     | N/A                            | N/A     | N/A     | N/A     | N/A     | N/A    |
| São Tomé e Príncipe            | 960                       | 223,107        | 575,391,345       | 3,023                      | 0.555   | 72.9                           | 46      | 56.71   | N/A     | N/A     | N/A    |
| Senegal                        | 192,530                   | 16,876,720     | 34,398,281,018    | 2,274                      | 0.466   | 83.6                           | 45      | 58.09   | 1.98    | 27.99   | 6.21   |
| Seicheles                      | 460                       | 106,471        | 2,384,515,771     | 25,525                     | 0.772   | 60.2                           | N/A     | 62.2    | N/A     | 30.60   | N/A    |
| Serra Leoa                     | 72,180                    | 8,420,641      | 9,511,431,824     | 1,474                      | 0.413   | 91                             | 30      | 52.31   | 1.81    | 29.94   | 4.55   |
| Somália                        | 627,340                   | 17,065,581     | 5,900,000,000c    | 600c                       | N/A     | 114                            | 10      | N/A     | 3.41    | 65.35   | N/A    |
| Sudão                          | 1 886,086                 | 45,657,202     | 165,813,461,495   | 4,121                      | 0.479   | 111.5                          | 14      | N/A     | 3.27    | 72.53   | 2.37   |
| Sudão do Sul                   | 619,745                   | 10,748,272     | 21,484,823,398    | 1,741                      | 0.467   | 113.8                          | 11      | N/A     | 3.59    | 44.87   | N/A    |
| Tanzânia                       | 885,800                   | 63,588,334     | 130,297,806,032   | 2,510                      | 0.521   | 81.8                           | 32      | 58.46   | 1.90    | 28.65   | 5.76   |
| Togo                           | 54,390                    | 8,644,829      | 10,018,697,437    | 1,372                      | 0.484   | 85.8                           | 32      | 53.64   | 1.95    | 30.31   | 3.32   |
| Tunísia                        | 155,360                   | 12,262,946     | 121,200,025,401   | 10,770                     | 0.721   | 74.6                           | 41      | 57.55   | 1.95    | 31.60   | 6.40   |
| Uganda                         | 200,520                   | 45,853,778     | 67,856,334,117    | 1,738                      | 0.483   | 97.7                           | 25      | 59.26   | 2.15    | 32.58   | 5.26   |
| Zâmbia                         | 743,390                   | 19,473,125     | 58,400,082,027    | 3,602                      | 0.586   | 86.3                           | 38      | 58.79   | 1.78    | 35.08   | 5.99   |
| Zimbabwe                       | 386,850                   | 15,993,524     | 26,180,942,292    | 500                        | 0.509   | 100.5                          | 22      | 38.23   | 2.32    | 40.41   | 3.05   |
| União Africana                 | 30 370,000                | 1,393,676,444  | 5,457,724,064,668 | 4,602                      | 0.524d  | 88.99d                         | 31.51d  | 55.55d  | 2.27    | 37.89   | 4.30   |
| País                           | Área terrestre (km²) 2015 | População 2021 | PIB(Int'l$) 2015  | PIBper capita(Int'l$) 2015 | IDH2014 | Índice de Estados Frágeis 2016 | IPC2016 | ILE2016 | IGP2016 | ILI2016 | ID2016 |

a Dados externos de 2016. b Dados externos de 2015. c Dados externos de 2015. d Total UA usado para indicadores 1 a 3; média ponderada UA usada para indicador 4; média não ponderada UA usada para indicadores 5 a 12.
Tal como a sua antecessora, a Organização da Unidade Africana, a UA promove a integração regional como forma de desenvolvimento económico.
Como cada bloco é autónomo, uma crise inicial em um pilar não afetará diretamente os outros que sustentam o programa de integração continental.
Em 10 de junho de 2015, foi ratificado, em encontro da UA no Cairo, a união dos países que formam a COMESA, EAC e SADC para a formação de uma zona de livre comércio única, buscando um Mercado comum. Essa comunidade deve entrar em vigor em 2017, a chamada.
- Zona Tripartida de Livre Comércio (ZTLC)

Esse é, portanto, o primeiro passo de união dos pilares antes existentes, visando a unificação geral dos mercados africanos.

## Cultura

### Símbolos
O emblema da União Africana consiste de um laço dourado com pequenos anéis vermelhos interligados, dos quais folhas de palmeiras sobem à volta de um círculo exterior dourado e uma círculo interior verde, dentro do qual tem uma representação dourada de África. Os anéis vermelhos interligados representam a solidariedade africana e o sangue derramado pela libertação de África; as folhas de palmeira, para a paz;o ouro, para a riqueza de África e o futuro brilhante;o verde, para as esperanças e aspirações africanas. Para simbolizar a unidade africana, a silhueta de África é desenhada sem fronteiras internas.
A União Africana adotou a sua nova bandeira na 14ª Sessão Ordinário da Assembleia dos Chefes de Estado e Governo em Adis Abeba em 2010. Durante a 8ª Cimeira da União Africana que teve lugar em Adis Abeba de 29 a 30 de janeiro de 2007, os Chefes de Estados e Governo decidiram lançar uma competição para a seleção de uma nova bandeira da União. Eles prescreveram um fundo verde com uma bandeira simbolizando a esperança de África e estrelas para representar Estados-Membros.
Decorrente desta decisão, a Comissão da União Africana organizou uma competição para a seleção de uma nova bandeira para a União Africana. A Comissão recebeu um total de 106 entradas propostas por cidadãos de 19 países africanos e 2 da Diáspora. As propostas foram examinadas por um painel de especialistas escolhidos pela Comissão e selecionaram das cinco regiões africanas para pré-seleção de acordo com as direções principais dadas pelos Chefes de Estado e Governo.
Na 13ª Sessão Ordinária da Assembleia, os Chefes de Estado e Governo examinaram o relatório do Painel e selecionaram uma das propostas. A bandeira faz agora parte da parafernália da União Africana e substituiu a antiga.
A antiga bandeira da União Africana tem uma risca horizontal verde larga, um banda de ouro estreita, o emblema da União Africana no centro uma uma risca branca larga, outra banda dourada estreita e uma risca verde larga final. Outra vez, o verde e o dourado simbolizam as esperanças e aspirações de África como também a sua riqueza e futuro brilhante, e o branco representa a pureza do desejo de África de amigos pelo mundo. A bandeira levou à criação de "cores nacionais" de África, dourado e verde (ás vezes com branco). Estas cores são visíveis de uma maneira ou outra nas bandeiras de muitas nações africanas. Juntas as cores verde, dourado, e vermelho constituem as cores pan-africanas.
A União Africana adotou o hino "Vamos Todos Unir-nos e Celebrar-mos Juntos".

## Celebração
Dia de África, anteriormente conhecido como Dia africano da Liberdade e Dia africano de Liberação, é uma comemoração anual em relação à fundação da Organização da Unidade Africana, a 25 de maio de 1963, e ocorrendo na mesma data do mês cada ano. Outras celebrações incluem:
- O Festival Fez de Música Mundial Sagrada: uma celebração que dura uma semana para harmonia entre culturas com dança, música marroquina, exibições de arte e filmes.
- O Festival de Ostras Knysna: situado em Knysna e focado à volta do desporto, comida e do seu património de ostras.
- Festival do Lago das Estrelas: uma celebração de três dias situada no Lago Malawi, apresentando música africana e dando boas vindas a pessoas de todo o mundo.
- Fête du Vodoun: também conhecido como Festival Ouidah Voodoo. Centra-se à volta dos seus rituais em templos de vodu, com entretenimento que inclui corridas de cavalos e atuações de tambor tradicional.
- Umhlanga: é maioritariamente um evento privado para mulheres jovens mas nos sextos e sétimos dias as tradição são feitas publicamente.
- Festival Cultural Turkana do Lago Marsabit: situado no Quénia e celebra harmonia entre tribos com a sua cultura, canções, dança e fatos tradicionais.
- Enkutatash é a palavra para o Ano Novo Etíope em amárico, a língua oficial da Etiópia. Ocorre a 11 de setembro no Calendário Gregoriana; exceto para o ano que precede um ano bissexto, quando ocorre a 12 de setembro.

## Questões atuais
A UA enfrenta vários desafios, incluindo problemas de saúde como combater a malária e a epidemia da SIDA/VIH; questões políticas como confrontar regimes antidemocráticos e mediar em várias guerras civis; questões económicas como melhorar a qualidade de vida de milhões de africanos empobrecidos e sem educação; questões ecológicas como lidar com as fomes recorrentes, desertificação, e falta de sustentabilidade ecológica; como também questões legais quanto ao Saara Ocidental.

### Saúde

#### SIDA em África
A UA tem sido ativa em abordar a pandemia de SIDA em África. Em 2001, a UA estabeleceu o Observatório de SIDA de África para coordenar e mobilizar uma resposta continental. A África subsariana, especialmente a África oriental e austral, é a área mais afetada no mundial. Embora esta região seja o lar de apenas 6.2% da população mundial, também é onde se encontra metade da população infetada com SIDA. Enquanto que a medida da taxa prevalência da SIDA se tem provado metodologicamente difícil, mais de 20% da população sexualmente ativa de muitos países da África austral pode estar infetada, com África do Sul, Botswana, Quénia, Namíbia, e Zimbabwe com uma previsão de declínio da expectativa de vida por uma média de 6.5 anos. A pandemia tem tido implicações enormes para a economia do continente, reduzindo as taxas de crescimento económico por 2–4% por África.
Em julho de 2007, a UA aprovou duas novas iniciativas para combater a crise da SIDA, incluindo um impulso para recrutar, treinar e integrar dois milhões de trabalhares de saúde da comunidade nos sistemas de saúde do continente.
Em janeiro de 2012, a Assembleia da União Africana pediu que a Comissão da União Africana elaborasse "um plano de responsabilidade partilhada para recorrer aos esforços africanos para o financiamento viável de saúde com o apoio de parceiros tradicionais e emergente para abordar a resposta da dependência de SIDA". Uma vez criado, o plano (como é oficialmente conhecido) forneceu um grupo de soluções que iriam aprimorar a responsabilidade partilhada e solidariedade global para respostas à SIDA, TB, e Malária em África em 2015. O plano foi organizado em três pilares: financiamento diversificado, acesso de medicamentos, e governação de saúde melhorado. O plano responsabilizou os interveniente pela realização destas soluções entre 2012 e 2015.
O primeiro pilar, financiamento diversificado, assegura que os países começam a desenvolver planos de sustentabilidade financeira específica nacional com objetivos claro, e identificar e maximizar oportunidades para diversificar fontes de financiamento para aumentar a alocação de recursos domésticos para a SIDA e outras doenças.
O segundo pilar, acesso a medicação acessível e com qualidade assegurada, tenta promover e facilitar investimento nos principais fabricantes de medicamentos em África, acelerando e fortalecendo harmonização reguladora de medicação, e criar legislação que poderia ajudar a proteger o conhecimento dos investigadores que desenvolvem estes medicamentos que salvam vidas
O terceiro pilar, governação e liderança melhoradas, tenta investir em programas que apoiam pessoas e comunidades para combater VIH e assegurar a liderança a todos os níveis é mobilizada para implementar o plano. Há várias organizações que irão assegurar a implementação harmoniosa do plano, incluindo NEPAD, UNAIDS, OMS, e vários outros parceiro da ONU.

#### Pandemia de COVID-19
A fevereiro de 2021, a pandemia de COVID-19 na África resultou em 3.6 milhões de casos confirmados e 89,000 mortes relacionadas, e apenas 25% de países africanos têm planos adequados para vacinação, segundo o Centro de Controlo e Prevenção de Doenças de África. A pandemia também devastou economia à volta do mundo, incluindo em África.

### Corrupção
Daniel Batidam, um membro do conselho conselheiro de anti-corrupção da União Africana, demitiu-se depois de declarar que a organização tinha "múltiplas irregularidades" e que "problemas têm aparecido repetidamente" no que toca à corrupção. A União Africana rapidamente aceitou a sua demissão, com Batidam a dizer que era um sinal que má gestão quanto à corrupção vai "continuar como sempre".
Numa história publicada a 12 de março de 2020, funcionários da UA alegaram que o presidente da Comissão, Moussa Faki Mahamat, era culpado de corrupção e nepotismo, como também por executar um "cartel do estilo máfia" que opera com impunidade. As alegações estavam contidas num memorando vazado ao Mail & Guardian sul-africano. Isto seguiu alegações de assédio sexual levantadas em fins de 2018.

#### Líbia
Em 2011, quando o conflito na Líbia começou, a União Africana foi inicialmente criticada por fazer pouco para impedir a escalada do conflito. Adicionalmente, a UA hesitou em escolher um lado. Não ficou claro se a UA apoiava o regime libanês ou os rebeldes. Isto ocorreu como violações de vários direitos humanos foi perpetuados contra membros do regime libanês. Percebeu-se mais tarde que a hesitação da UA foi devido à sua falta de capacidade e inabilidade de se envolver em reformas democráticas.
A UA tentou mediar nas fases inicias da Guerra Civil Líbia (2011), formando um comité ad hoc de cinco presidentes (Presidente congolês Denis Sassou Nguesso, presidente maliano Amadou Toumani Touré, presidente mauritano Mohamed Ould Abdel Aziz, presidente sul-africano Jacob Zuma, e o presidente ugandês Yoweri Museveni) para negociar tréguas. No entanto, o começo da intervenção militar liderada pela OTAN em março 2011 impediu o comité de viajar até à Líbia para se encontrar com o líder líbio Muammar al-Gaddafi. Como um orgão, a UA discordou fortemente da decisão do Conselho de Segurança das Nações Unidas de criar uma zona de exclusão aérea sobre a Líbia, embora alguns estados-membros, como o Botswana, Gabão, Zâmbia, e outros expressaram apoio pela resolução.
Como resultado da derrota de Gaddafi na batalha de Trípoli (a batalha que decidiu a guerra), em agosto de 2011, a Liga Árabe votou para reconher o Conselho Nacional de Transição anti-Gaddafi como o governo legítimo do país, a pender eleições. O conselho tem sido reconhecido por vários estados-membros da UA, incluindo dois memebros da Liga Árabe. No entanto, o Conselho de Paz e Segurança da UA votou em 26 de agosto de 2011 para não o reconhecer, insistindo num cessar-fogo e na formação de um governo de unidade nacional por ambos os lados. Um número de estados-membros da UA liderados pela Etiópia, Nigéria, e Ruanda pediram que a UA reconhece-se o CNT como a autoridade governativa interina da Líbia, e várious outros estados-membros da AU reconhecer o CNT independentemente da decisão do Conselho de Paz e Segurança. No entanto, os estados-membros da UA Argélia e Zimbabwe têm indicado que não reconhecem o CNT, e a África do Sul também expressou objeções.
A 20 de setembro de 2011, a União Africana oficialmente reconheceu o Conselho Nacional de Transição como o representante legítimo da Líbia.
Na Líbia pós-Gaddafi, a União Africana acredita que ainda tem uma responsilidade importante para o país apesar da sua falha em contribuir para o conflito quando ele originou. Embora a União Aricana esteja lá para manter a paz, não é uma solução a longo prazo. O objetivo como declarado pela UA, é estabelecer um governo líbio que é viável para assegurar paz na Líbia. Para ter algum nível de pa na Líbia, a UA tem de moderar conversações de paz que estão destinadas a conseguir cedências e acomodações de partilha de poder.

### Exército

#### Togo
Em resposta à morte de Gnassingbé Eyadéma, Presidente do Togo, a 5 de fevereiro de 2005, os líderes da UA descreveram a nomeação do seu filho, Faure Gnassingbé, à presidência como um golpe militar. A constituição de Togo pede que o presidente do parlamento suceda ao presidente no caso da sua morte. Por lei, o presidente do parlamento deve convocar eleições nacionais para escolher um presidente novo dentro de sessenta dias. O protesto da UA forouc Gnassingbé a convocar eleições. Sob fortes alegações de fraude eleitoral, ele foi oficialmente eleito presidente a 4 de maio de 2005.

#### Mauritânia
A 3 de agosto de 2005, um golpe em Mauritânia levou a União Africana a suspender o país de todas as atividades organizacionais. O Conselho Militar que ficou com o controlo de Mauritânia prometeu convocar eleições dentro de dois aos. Estas aconteceram em inicíos de 2007, a primeira vez que o país convocou eleições em que houve um consenso dos padrões aceitáveis. Depois das eleições, um novo golpe derrubou o governo eleito em 2007. A UA mais uma vez suspendeu a Mauritânia do orgão continental. A suspensão foi mais uma vez levantada em 2009 depois da junta militar concordar com a oposição para organizar eleições.

#### Mali
Em março de 2012, um golpe militar foi realizado no Mali, quando uma aliança de forças Touareg e forças islâmicas conquistaram o norte, resultando numa chegada ao poder os Islamistas. Isto resultou nas mortes de centenas de soldados malianos e a perda de controlo dos seus campos e posições. Depois de uma intervenção militar com a ajuda de tropas francesas, a região ficou no controlo do exército maliano. Para reinstalar autoridades locais, a UA ajudou a formar um governo cuidador, apoiando-o e convocando eleições no Mali em julho de 2013.
Em 2013, uma cimeira da União Africana foi realizada e foi decidido que a União Africana iria aumentar a sua presença militar no Mali. A UA decidiu fazer isto por causa do crescimento das tensões entre as forças da al-Qaeda e o exército do Mali. Houve vários grupos rebeldes que disputavam pelo controlo de partes do Mali. Estes grupos incluem o Movimento Nacional de Libertação do Azauade, a Frente Nacional para a Liberação do Azauade, Ganda Koy, Ganda Izo, Ansar ad-Din, e Al-Qaeda no Al-Qaeda no Magrebe Islâmico. As forças da UA têm sido encarregadas com as missões de contra-insurgência no Mali como também de regular eleições presidenciais para assegurar uma transição harmoniosa do poder quanto possível.

#### Focos de 2021
Uma eleição disputada em dezembro de 2020 levou à intensificação da Guerra Civil na República Centro-Africana, desalojando 200,000 pessoas. Os pacificadores das Nações Unidas, incluindo soldados da Rússia e do Ruanda, têm mantido rebeldes fora de Bangui, mas os rebeldes controlo muito do resto do país. A UA não enviou pacificadores para as áreas por falta de um acordo em como lidar com a situação: o Chade e a República do Congo apoiam os rebeldes e França, a República Democrática do Congo tem ligações à Rússia; Ruanda e Angola apoiam o governo.
A Guerra do Tigré na Etiópia deixou milhões a necessitar de auxílio humanitário. Diz-se que as tropas eritreias apoiam o governo etíope, e têm existido conflitos da fronteira com o Sudão. A relação entre o Sudão e a Etiópia complica-se mais pelo projeto Represa do Renascimento, que afeta diretamente o Egito.

## Conflitos regionais e pacificação
Um dos objetivos da UA é "promover paz, segurança, e estabilidade no continente". Entre os seus princípios está "resolução pacífica de conflitos entre os estados-membros da União pelos meios apropriados como pode ser decidido pela Assembleia". O orgão principal encarregado com implementar estes objetivos e princípios é o Conselho de Paz e Seguraça. O CPS tem o poder, entre outras coisas, de autorizar missões de apoio à paz, para impor sanções no caso de mudança inconstitucional de governo, e para "ter iniciativas e acções que ache apropriadas" em resposta a potenciais ou atuais conflitos. o CPS é um orgão de tomada de decisão no seu próprio direito, e as suas decisões são vinculativas nos estados-membros.
Artigo 4 do Ato Constitutivo, repetido no artigo 4 do Protocolo para o Ato Constituvio no CPS, também reconhece o direto da União para intervir num estado-membro nas circunstâncias de crimes de guerra, genocídio e crimes contra a humanidade. Qualquer decisão para intervir num estado membro sob o artigo 4 do Ato Constitutivo serão feito pela Assembleia na recomendação do CPS.
Desde que se juntou em 2004, o CPS tem sido ativo em relação ás crises em Darfur, Comores, República Democrática do Congo, Burundi, Costa do Marfim e outros países. Também adotou resoluções criando operações de manutenção da paz da UA na Somália e em Darfur, e impondo sanções contra pessoas prejudicando paz e segurança (como proibições de viagens e congelamento de bens contra líderes da rebelião em Comores). O conselho está no processo de vigiar o estabelecimento de uma "força de resera" para servir como uma força permanente na manutenção da paz africana.
A tratado de fundação da UA também chamou pelo estabelecimento da Paz Africana e Arquitetura de Segurança, incluindo a Força de Reserva Africana, que é destacada em emergências. Isso significa, em casos de genocídio our outra violações sérias de direitos humanos, uma missão pode ser lançada contra os desejos do governo do país, desde que seja aprovada pela Assembleia Geral da UA. Nas missões passadas de manutenção de paz da UA, o conceito ainda não tinha sido aplicado, forças tiveram que ser mobilizadas de estados-membros

### Darfur, Sudão
Em resposta ao Conflito de Darfur no Sudão, a UA destacou 7,000 apaziguadores, muitos de Ruanda e da Nigéria, para Darfur. Enquanto uma conferência de doadores em Adis Abeba em 2005 ajudou a arrecadar fundos para sustentar os apaziguadores por esse ano e em 2006, em julho de 2006 a UA disse que iria sair no fim de setembro quando seu mandato expira. Críticos dos apaziguadores da UA, incluindo o Dr. Eric Reeves, têm dito que estas forças são grandemente ineficazes devido à falta de fundos, pessoas, e experiência. Monitorizar uma área mais ou menos do tamanha da França tem tornado mais difícil sustentar uma missão efetiva. Em junho de 2006, o Congresso dos Estados Unidos apropriou $173 milhões para a força da UA. Alguns, como a Rede de Intervenção de Genocídio, têm chamado por intervenção da ONU ou da OTAN para aumentar e/ou substituir os apaziguadores da UA. A ONU considerou destacar uma força, embora não fosse provável entrar no país até pelo menos outubro de 2007. A missão subfinanciada e mal equipada da UA iria expirar a 31 de dezembro de 2006 mas foi estendida até 30 de junho de 2007 e fundiu com a Missão das Nações Unidas e da União Africana em Darfur em outubro de 2007. Em julho de 2009, a União Africana cessou cooperação com o Tribunal Penal Internacional, recusando-se a reconhecer o mandato de prisão internacional emitido contra o líder do Sudão, Omar al-Bashir, que tinha sido indiciado em 2008 por crimes de guerra.
A UA teve dificuldades em ter um papel estratégico nas conversas de independência e no processo de reconciliação no Sudão do Sul, devido a interesses esmagadores de poderes africanos e não africanos, a sua influência ainda é limitada e não consistente.

### Somália
Do início dos anos 90 até 2000, a Somália não tinha um governo central funcional. Um acordo de paz que visava acabar com a guerra civil que começou após o colapso do regime Siad Barre, foi assinado em 2006 depois de muitos anos de conversações de paz. No entanto, o novo governo foi quase imediatamente ameaçado por mais violência. Em fevereiro de 2007, a União Africana e a União Europeia trabalharam em conjunto para estabelecer a Missão da União Africana para a Somália. O propósito da Missão era criar uma fundação que iria esperançosamente dar apoio aos mais vulneráveis da Somália e manter a paz na região. Eles estavam encarregados com tudo desde proteger instituições federais para facilitar operações de ajuda humanitária. Muita da oposição da AU vem de um grupo islamista extremista chamado Al-Shabaab. Para reforçar temporariamente a base militar do governo, a começar em março de 2007, soldados da UA começaram a chegar em Mogadíscio como parte de uma força de apaziguamento que tencionava pela UA ter 8,000 soldados. A Eritreia reconvocou os seus embaixadores à União Africana a 20 de novembro de 2009 depois de a União Africana convocar o Conselho de Segurança das Nações Unidas para impor sanções devido ao alegado apoio a islamistas somali que tentavam derrubar o Governo Federal de Transição da República da Somália, o governo internacionalmente reconhecido da Somália que presidia o cargo da Somália na União Africana. A 22 de dezembro de 2009, o Conselho de Segurança das Nações Unidas passou a resolução 1907, que impôs um embarque de armas na Eritreia, proibições de viagem de líderes eritreus, e congelamento de bens de oficiais eritreus. A Eritreia criticou fortemente a resolução. Em janeiro de 2011, a Eritreia reestabeleceu a sua missão à UA em Adis Abeba.
No outono de 2011, as forças da Missão da União Africana para a Somália, junto com forças quenianas e etíopes, lançaram um conjunto de ataques ofensivos contra o al-Shabaab. Nestes ataques, as forças da Missão foram capazes de recuperar cidades chave incluindo a capital somali de Mogadíscio. Em setembro de 2013. o cientista política Ethan Bueno de Mesquita argumentou que com a ajuda das forças da Missão, eles tinham tornado "para o al-Shabaab quase impossível a detenção de território até as antigas fortalezas no sul da Somália". Embora muito progresso tenha sido feito rumo à paz na região, devia notar-se que as forças da União Africana ainda são atacadas regularmente. Apesar da Missão ser eficaz, é vastamente subfinanciada e muitos forças não têm os recursos necessários. Financiamento para ajuda humanitária e a formação de exército tende a ser vastamente prejudicado.

### Anjuã, Comores
Uma invasão bem sucedida em 2008 de Anjuã pela UA e pelas forças de Comores para parar o presidente auto-declarado Mohamed Bacar, cuja reeleição em 2007 foi declarada ilegal. Antes da invasão, a França ajudou a transportar tropas da Tanzânia mas a sua posição no desacordo foi questionada quando um helicóptero da polícia francesa foi suspeita de tentar esgueirar Bacar em exílio francês. A primeira onda de tropas aterrou na Baía de Anjuã em 25 de março e assumiu controlo do campo aérea em Ouani, visando localizar e remover Bacar do cargo. No mesmo dia, o aeroporto, capital, e segunda cidade foram invadidos e o palácio presidencial desertado. Bacar fugiu e procuro exílio na França. O governo de Comores exigiu o seu regresso, para poder determinar o seu destino. Muitos dos principais apoiantes de Bacar foram presos no fim de março, incluindo Caabi El-Yachroutu Mohamed e Ibrahim Halidi. O pedido de exílio de Bacar foi rejeitado a 15 de maio, como a França concordou em cooperar com a exigência do governo de Comores. Nas eleições de 29 de junho, Moussa Toybou ganhou as eleições.

### Disputa das Ilhas Chagos
A soberania do Arquipélago de Chagos no oceano índico é disputado entre o Reino Unido e Maurícia. Em fevereiro de 2019, o Tribunal Internacional de Justiça em Haia emitiu um parecer consultivo dizendo que o Reino Unido tem o dever de transferir o arquipélago a Maurícia. A 22 de maio de 2019, a Assembleia Geral das Nações Unidas debatou e adotou uma resolução que afirmava que o arquipélago "forma uma parte integral do território de Maurícia." A União Africana solicitou que o Reino Unido cumprisse a resolução da ONU, pedindi que eles se retirassem das Ilhas Chagos. O Reino Unido não reconhece a soberania de Maurícia sobre o arquipélago.

## História
As fundações históricas da União Africana originaram no Primeiro Congresso de Independência Estados Africanos, realizado em Acra, Gana, de 15 a 22 de abril de 1958. A conferência visava formar o Dia de África, para marcar o movimento de libertação todos os anos relativamente a vontade do povo africano de se libertarem da ditadura estrangeira, como também das subsequentes tentativas de unir África, incluindo a Organização da Unidade Africana (OAU), que foi estabelecida a 25 de maio de 1963, e a Comunidade Económica Africana em 1981. Críticos discutem que a OAU fez particularmente pouco para proteger os direitos e liberdades dos cidadãos africanos dos seus líderes políticos, frequentemente chamando-lhe o "Clube dos Ditadores".
A ideia de criar a UA foi reavivada em meados dos anos 90 sob a liderança do chefe de estado do Líbano, Muammar al-Gaddafi: os chefes de estado e governo da OAU emitiram a Declaração de Sirte a 9 de setembro de 1999, pedindo pelo estabelecimento de uma União Africana. A Declaração foi seguida pelas cimeiras em Lomé em 2000, quando o Ato Constitutivo da União Africana foi adotado, e em Lusaca em 2001, quando o plano para a implementação da União Africana foi adotado. Durante o mesmo período, a iniciativa para o estabelecimento da Nova Parceria para o Desenvolvimento da África, também foi estabelecida.
A União Africana foi lançada em Durban a 9 de julho de 2002, pelo seu primeiro presidente, o antigo chefe de estado da África do Sul, Thabo Mbeki, na primeira sessão da Assembleia da União Africana. A segunda sessão da Assembleia foi em Maputo em 2003, e a terceira sessão em Adis Abeba a 6 de julho de 2004.
Desde 2010, a União Africana observa o estabelecimento de uma agência espacial africana em conjunto.
Barack Obama foi o primeiro presidente em funções dos Estados Unidos a falar em frente da União Africana em Adis Aeba, a 29 de julho de 2015. Com o seu discurso, ele encorajou o mundo a aumentar laços económicos via investimentos e comércio com o continente, e louvou os progressos feitos na educação, infraestrutura e economia. Mas também criticou a falta de democracia e líderes que se recusam a deixar o cargo, discriminação contra minorias (incluindo pessoas LGBT, grupos religiosos e etnicidades) e corrupção. Ele sugeriu uma democratização intensificada e comércio livre, para aumentar significativamente a qualidade de vida dos africanos.

### Tratados
| Assinado Em vigor Documento | 1961 1962                             | 1963 1965 Carta da OUA                                        | 1991 N/A Tratado de Abuja | 1999 2002 Declaração de Sirte |  |  |  |  |  |  |  |  |  |
|                             |                                       |                                                               |                           |                               |  |  |  |  |  |  |  |  |  |
|                             | Organização da Unidade Africana (OUA) | Comunidade Económica Africana: (CEA)                          |                           |                               |  |  |  |  |  |  |  |  |  |
|                             | Organização da Unidade Africana (OUA) | Comunidade dos Estados do Sahel-Saara (CEN-SAD)               |                           |                               |  |  |  |  |  |  |  |  |  |
|                             | Organização da Unidade Africana (OUA) | Mercado Comum da África Oriental e Austral (COMESA)           |                           |                               |  |  |  |  |  |  |  |  |  |
|                             | Organização da Unidade Africana (OUA) | Comunidade da África Oriental (CAO)                           |                           |                               |  |  |  |  |  |  |  |  |  |
|                             | Organização da Unidade Africana (OUA) | Comunidade Económica dos Estados da África Central (CEEAC)    |                           |                               |  |  |  |  |  |  |  |  |  |
|                             | Organização da Unidade Africana (OUA) | Comunidade Económica dos Estados da África Ocidental (CEDEAO) |                           |                               |  |  |  |  |  |  |  |  |  |
|                             | Organização da Unidade Africana (OUA) | Autoridade Intergovernamental para o Desenvolvimento (IGAD)   |                           |                               |  |  |  |  |  |  |  |  |  |
|                             | Organização da Unidade Africana (OUA) | Comunidade de Desenvolvimento da África Austral (SADC)        |                           |                               |  |  |  |  |  |  |  |  |  |
|                             | Organização da Unidade Africana (OUA) | União do Magrebe Árabe (UMA)                                  |                           |                               |  |  |  |  |  |  |  |  |  |
| Grupo de Casablanca         | Organização da Unidade Africana (OUA) |                                                               | União Africana (UA)       |                               |  |  |  |  |  |  |  |  |  |
| Grupo de Monrovia           | Organização da Unidade Africana (OUA) |                                                               | União Africana (UA)       |                               |  |  |  |  |  |  |  |  |  |
|                             |                                       |                                                               | v d e                     |                               |  |  |  |  |  |  |  |  |  |

## Geografia
Os estados-membros da União Africana cobrem a maioria da África continental, com exceção dos vários territórios mantidos por Espanha (Ceuta, Melilha, e Ilhote de Vélez de la Gomera). Além disso, países europeus têm dependências entre as ilhas offshore de África: Espanha (as Canárias e as ilhas de Plazas de soberanía); França (Mayotte, Réunion, e as Ilhas Esparsas); Portugal (os Açores, Madeira e as Ilhas Selvagens); e o Reino Unido (Santa Helena, Ascensão e Tristão da Cunha). Consequentemente, a geografia da União Africana é vastamente diversa, incluindo o deserto mais quente do mundo (o Saara), grandes selvas e savanas, e o maior rio do mundo (o Nilo).
A União Africana tem uma área de 29,922,059 kms de costa. A grande maioria desta área é na África Continental, enquanto os únicos territórios significativos fora da parte continental são as ilhas de Madagáscar (o maior microcontinente e a quarta maior ilha) e a Península de Sinai (geograficamente parte da Ásia), representando pouco menos de 2% da área total.

## Demografia

### População
A população total da União Africana, em 2017, estimava-se ser mais de 1.25 mil milhões, com uma taxa de crescimento de mais de 2.5% p.a.

### Línguas
As línguas oficiais da União Africana são árabe, inglês, Francês, português, espanhol, suaíli, e "qualquer outra língua africana". As principais línguas de trabalho da União africana são o inglês e o francês. Em menor grau o português e o árabe são usados. O Ato Constitutivo, por exemplo, está escrito em inglês, francês e árabe, enquanto que o protocolo de alteração do Ato Constitutivo está escrito em inglês, francês e português. Como de 2020, o website da UA está disponível na sua totalidade em inglês, parcialmente em francês e minimamente em árabe. As versões em português e suaíli foram adicionadas como "em breve" em abril de 2019.

Segundo o Ato Constitutivo da União Africana,
As línguas de trabalho da União e de todas as suas instituições deverão ser, se possível, línguas africanas, árabe, inglês, francês e português.
Um protocolo de alteração do Ato Constitutivo foi adotado em 2003 e a partir de abril de 2020 foi ratificado por 30 dos 37 estados-membros precisos para a maioria de dois terços. Mudaria o artigo acima para,
1. As línguas oficiais da União e de todas as suas instituições deverão ser árabe, inglês, francês, português, espanhol, kiswahili e qualquer outra língua africana.
2. O Conselho Executivo deverá determinar o processo e modalidades práticas para o uso das línguas oficiais como línguas de trabalho.

Fundada em 2001 sob os auspícios da UA, a Academia Africana de Línguas promove o uso e perpetuação de línguas africanas entre pessoas africanas. Em 2004 Joaquim Chissano de Moçambique dirigiu-se à assembleia em suaíli, mas teve que traduzir as suas palavras. A UA declarou 2006 como o Ano das Línguas Africanas. 2006 também marcou o 55º aniversário desde que o Gana fundou o Departamento de Línguas de Gana, originalmente conhecido como Departamento de Literatura de Vernáculo da Costa Dourada.

## Políticas
A União Africana possui vários órgãos para regular o funcionamento da entidade e as relações entre seus membros. Alguns exemplos são a Assembleia, o Conselho Executivo e a Comissão da UA.
Parlamento Pan-Africano (PAP)
Para se tornar no mais elevado órgão legislativo da União Africana. Baseia-se em Midrand, Joanesburgo, África do Sul. O Parlamento é composto por 265 representantes eleitos de todos os 55 estados da UA, e tenciona fornecer participação popular e civil-social nos processos de governação democrática. O seu presidente é Roger Nkodo Dang, de Camarões.
Assembleia da União Africana
Composto por chefes de estado e governo dos estados da UA, a Assembleia é atualmente o supremo órgão governante da União Africana. Está a gradualmente regredir alguns dos seus poderes de decisão para o Parlamento. Encontra-se uma vez por ano e faz as suas decisões por consenso ou por uma maioria de dois terços. O presidente da UA é o presidente Macky Sall, presidente do Senegal.
Comissão da União Africana (ou Autoridade)
O secretariado da União Africana, composto por dez comissários e equipa de apoio, sediado em Adis Abeba, Etiópia. E como o seu homólogo europeu, a Comissão Europeia, é responsável pela administração e coordenação das atividades e reuniões da UA.
Tribunal de Justiça da União Africana
O Ato Constitutivo fornece a um Tribunal de Justiça para reger em disputas sobre a interpretação de tratados da UA. Um protocolo para criar este Tribunal de Justiça foi adotado em 2003 e entrou em força em 2009. Foi, no entanto, substituído por um protocolo criando um Tribunal Africano de Justiça e Direitos Humanos, que irá incorporar o já estabelecido Tribunal Africano dos Direitos Humanos e dos Povos e têm duas câmaras: uma para os assuntos legais gerais e outra para as decisões dos tratados de direitos humanos.
Conselho Executivo
Composto por ministros designados por governos dos estados membros. Decide assuntos como comércio estrangeiro, segurança social, comida, agricultura e comunicações, é responsabilizável para a Assembleia, e prepara material para a Assembleia discutir e aprovar. É presidido por Shawn Makuyana do Zimbabwe (2015– ).
Comité de Representantes Permanentes da União Africana
Consistindo de representantes permanentes nomeados de estados-membros, o Comité prepara o trabalho para o Conselho Executivo, semelhante ao papel do Comité de Representantes Permanentes na União Europeia.
Conselho de Paz e Segurança (PSC)
Proposto na Cimeira de Lusaca em 2001 e foi estabelecido em 2004 sob o protocolo do Ato Constitutivo adotado pela Assembleia da UA em julho de 2002. O protocolo define o PSC como um arranjo coletivo de segurança e aviso prévio para facilitar uma resposta atempadamente e eficazmente a situações de conflito e crise em África. Outras responsabilidades conferidas ao PSC pelo protocolo incluem prevenção, gestão e resolução de conflitos, paz de pós-conflito, construir e desenvolver políticas comuns de defesa. O PSC tem quinze membros eleitos numa base regional pela Assembleia. Semelhante em intenção e operação à Conselho de Segurança das Nações Unidas.
Conselho Económico, Social e Cultural
Um órgão conselheiro composto por representantes profissionais e cívicos, semelhante ao Comité Económico e Social Europeu. O Presidente do ECOSOCC, eleito em 2008, é o advogado dos Camarões Akere Muna da União de Advogados Pan-Africanos (PALU).
Comités Técnicos Especializados
Tanto o Tratado de Abuja como o Ato Constitutivo permitem que os Comités Técnicos Especializados sejam estabelecidos, compostos por ministros africanos para aconselhar a Assembleia. Em prática, eles nunca foram instituídos. Os dez temas propostos são:
- Assuntos de Economia Rural e Agricultura;
- Assuntos Monetários e Financeiros;
- Comércio, Alfândega, e Imigração
- Indústria, Ciência e Tecnologia;
- Energia, Recursos Naturais e Ambiente;
- Transporte, Comunicações, e Turismo;
- Saúde;
- Trabalho, e Assuntos Sociais;
- Educação, Cultura, e Recursos Humanos.

Outros órgãos possuem importância secundária. A Comissão da União Africana é o órgão responsável pela execução das decisões da Assembleia; é dirigido por Nkosazana Dlamini-Zuma da África do Sul, um Vice-Presidente e composto por oito Comissários, cada um responsável por uma área de atividade.
Outros órgãos importantes são o Tribunal Judicial da União Africana, cujos estatutos serão submetidos à Cimeira de Maputo.
Instituições financeiras
- Banco Central Africano – Abuja, Nigéria
- Banco de Investimento Africano – Trípoli, Líbia
- Fundo Monetário Africano – Iaundé, Camarões

Estas instituições ainda não foram estabelecidas; no entanto, os Comités Diretivos que trabalham na sua fundação já foram constituídos. Eventualmente, a UA pretender ter apenas uma moeda (o Afro)
Saúde
Os Centros de Controlo e Prevenção de Doenças de África, fundado em 2016 e lançado em 2017. É sediado em Adis Abeba, Etiópia.
Direitos Humanos
A Comissão Africana dos Direitos Humanos e dos Povos, existindo desde 1986, é estabelecido sob a Carta Africana dos Direitos Humanos e dos Povos invés do Ato Constitutivo da União Constitutivo. É o primeiro órgão africano de direitos humanos, com a responsabilidade de monitorizar e promover conformidade com a Carta Africana. O Tribunal Africano dos Direitos Humanos e dos Povos foi estabelecido em 2006 para suplementar o trabalho da comissão. Esta planeado que o Tribunal Africano dos Direitos Humanos e dos Povos se funda com o Tribunal de Justiça da União Africana.

### Governo
O tópico principal de debate na cimeira da UA a julho de 2007, em Acra, Gana, foi a criação de um governo da União, com o objetivo de se aproximarem de serem Estados Unidos da África. Um estudo sobre o Governo da União foi adotado em fins de 2006, e propõe várias opções para "completar" o projeto da União Africana. Existem divisões entre os estados africanos nas propostas, com alguns (notavelmente a Líbia) seguindo uma visão maximalista levando a um governo comum com um exército da UA; e outros (especialmente os estados africanos do sul) apoiando invés um reforço das estruturas existentes, com algumas reformas para lidar com os desafios administrativos e políticos em elaborar a Comissão da UA e outros órgãos realmente eficazes.
Depois de um debate acalorado em Acra, a Assembleia de Chefes de Estado e Governo concordou na forma de uma declaração para rever o estado dos assuntos da UA procurando determinar a sua prontidão quanto a um Governo da União. Em particular, a Assembleia concordou em:
- Acelerar a integração económica e política do continente africano, incluindo a formação de um Governo de África da União;
- Conduzir uma auditoria das instituições e órgãos da UA;
- Rever a relação entre a UA e as Comunidades Económicas Regionais;
- Encontrar maneiras de fortalecer a UA e elaborar um prazo para estabelecer um Governo de África da União.

A declaração finalmente destacou a "importância de envolver o povo africano, incluindo africanos na diáspora, nos processos que levam à formação de um Governo da União."
Depois desta decisão, um painel de pessoas eminentes foi elaborada para conduzir a "análise da auditoria". A equipa da análise começou o seu trabalho a 1 de setembro de 2007. A análise foi apresentada à Assembleia de Chefes de Estado e Governo na cimeira janeiro de 2008 em Adis Abeba. Nenhuma decisão final foi tomada nas recomendações, no entanto, um comité de dez chefes de estado foi apontado para considerar a análise e comunicar à cimeira de julho de 2008 no Egito. Na cimeira de julho de 2008, uma decisão foi outra vez deferida, para um debate "final" na cimeira de janeiro de 2009 em Adis Abeba.

#### Papel da União Africana
Um dos debates principais em relação à conquista de uma integração continental maior é a prioridade relativa que deve ser dada à integração do continente como uma unidade ou integração das sub-regiões. O Plano de Ação para o Desenvolvimento de África de Lagos de 1980 e o tratado de 1991 para estabelecer a Comunidade Económica Africana (também referida como o Tratado de Abuja), propôs a criação de Comunidades Económicas Regionais (CERs) como base para a integração africana, com um calendário para a integração regional e depois continental ocorrer.
Atualmente, existem oito CERs reconhecidas pela UA, cada uma estabelecida sob um tratado regional separado. São:
- a União do Magrebe Árabe
- o Mercado Comum da África Oriental e Austral
- a Comunidade dos Estados do Sahel-Saara
- a Comunidade da África Oriental
- a Comunidade Econômica dos Estados da África Central
- a Comunidade Económica dos Estados da África Ocidental
- a Autoridade Intergovernamental para o Desenvolvimento
- a Comunidade de Desenvolvimento da África Austral

A adesão de várias das comunidades sobrepõe-se, e a sua racionalização tem sido discutida à vários anos—e formou o tema da cimeira de Banjul de 2006. Na cimeira de Acra a julho de 2007, a Assembleia decidiu finalmente adotar o Protocolo de Relações entre a União Africana e as Comunidades Económicas Regionais. Este protocolo é suposto facilitar a harmonização de políticas e assegurar conformidade com o calendário do Tratado de Abuja e do Plano de Ação de Lagos.

### Seleção do presidente
Em 2006, a UA decidiu criar um Comité "para considerar a implementação de um sistema de rotação entre as regiões" em relação à presidência. Controvérsia surgiu na cimeira de 2006 quando o Sudão anunciou a sua candidatura para a presidência da UA, como um representante da região de África Oriental. Vários estados-membros recusaram-se a apoiar o Sudão por causa das tensões em Darfur. O Sudão acabou por desistir da candidatura e o Presidente Denis Sassou Nguesso da República do Congo foi eleito para o mandato de um ano. Na cimeira de janeiro de 2007, Sassou Nguesso foi substituído pelo Presidente John Agyekum Kufuor do Gana, apesar de outra tentativa do Sudão para o cargo. O ano de 2007 foi o 50º aniversário da independência do Gana, um momento simbólico para o país ter o cargo da UA—e para hospedar a cimeira a meio do ano a qual o Governo da União proposto foi também discutido. Em janeiro de 2008, o Presidente Jakaya Kikwete da Tanzânia ficou com o cargo, representando a região da África Oriental e assim aparentemente acabar com a tentativa do Sudão de ficar com o cargo—pelo menos até a rotação voltar para a África Oriental. O atual presidente é Macky Sall, Presidente do Senegal, cujo mandato começou a 5 de fevereiro de 2022.

#### Lista de presidentes
Ver lista: Lista dos presidentes da Organização da Unidade Africana e da União Africana

### Sede
A principal capital administrativa da União Africana é em Adis Abeba, onde a Comissão da União Africana é sediada. Um novo complexo da sede, o Complexo de Escritórios e Centro de Conferências da UA, foi inaugurado a 28 de janeiro de 2012. durante a 18ª cimeira da UA. O complexo foi construído pela Corporação de Engenharia de Construção do Estado da China como um presente do governo chinês, e acomoda, entre outras instalações, um plenário com 2,500 lugares e uma torre de escritórios com 20 andares. A torre tem 99.9m para simbolizar a data de 9 de setembro de 1999, quando a Organização da Unidade Africana votou para se tornar na União Africana. O edifício custou $200 milhões para construir.

#### Acusações de espionagem
A 26 de janeiro de 2018, cinco anos depois da completação da construção da Sede da UA, o jornal francês Le Monde publicou um artigo declarando que o governo chinês tinha posto escutas no edifício, instalando dispositivos nas paredes e mobília e colocando um sistema computacional para copiar informação dos servidores no Shanghai diário. O governo chinês negou terem posto escutas, dizendo que as acusações eram "completamente infundadas e ridículas". O Primeiro Ministro da Etiópia Hailemariam Desalegn rejeitou o relatório francês. Moussa Faki Mahamat, chefe da Comissão da União Africanam, disse que as alegações no relatório do Le Monde eram falsas. "Estas são alegações totalmente falsas e eu acredito que nós devemos ignorá-las completamente." A União Africana substituiu os seus servidos fornecidos pela China e começaram a encriptar as suas comunicações depois do acontecimento.

### Cimeiras da União Africana
| Sessão                                    | País anfitrião   | Cidade anfitriã | Data                                   | Tema | Notas |
| ----------------------------------------- | ---------------- | --------------- | -------------------------------------- | --- | --- |
| 33ª                                       | Etiópia          | Adis Abeba      | 9–10 de fevereiro de 2020              | "Silenciar as armas: criar condições propícias para o desenvolvimento de África"                                                                      | Acordo para a Zona de Comércio Livre Continental Africana se tornar operacional em julho de 2020. Acordos para reduzir a diferença de género e desigualdade e para "silenciar armas" no continente. |
| 12ª Cimeira Extraordinária da ZCLCA       | Níger            | Niamei          | 4–8 de julho de 2019                   | "Refugiados, Retornados e Pessoas Internamente Deslocadas: Rumo a Soluções Duráveis para as Deslocações Forçadas em África"                           | Lançamento da Zona de Comércio Livre Continental Africana |
| 32ª                                       | Etiópia          | Adis Abeba      | 10–11 de fevereiro de 2019             | "Refugiados, Retornados e Pessoas Internamente Deslocadas: Rumo a Soluções Duráveis para as Deslocações Forçadas em África"                           | |
| 11ª Cimeira Extraordinária da ZCLCA       | Etiópia          | Adis Abeba      | 5–18 de novembro de 2018               | | Acordo chegado quanto à reorganização da Comissão da UA |
| 31ª                                       | Mauritânia       | Nuaquexote      | 25 de junho – 2 de julho de 2018       | "Ganhando a Luta contra a Corrupção: Um Caminhos Sustentável para a Transformação de África"                                                          | |
| 10ª Cimeira Extraordinária da ZCLCA       | Ruanda           | Quigali         | 17–21 de março de 2018                 | "Criando Um Mercado Africano" | Acordo chegado quanto à ZCLCA |
| 30ª                                       | Etiópia          | Adis Abeba      | 22–29 de janeiro de 2018               | "Ganhando a Luta contra a Corrupção: Um Caminhos Sustentável para a Transformação de África"                                                          | |
| 29ª                                       | Etiópia          | Adis Abeba      | 27 de junho – 4 de julho de 2017       | "Aproveitando o Dividendo Demográfico Pelos Investimentos na Juventude"                                                                               | |
| 28ª                                       | Etiópia          | Adis Abeba      | 22–31 de janeiro de 2017               | "Aproveitando o Dividendo Demográfico Pelos Investimentos na Juventude"                                                                               | Marrocos juntam-se novamente à UA depois de 33 anos |
| 27ª                                       | Ruanda           | Quigali         | 10–18 de julho de 2016                 | "Ano Africano dos Direitos Humanos com Foco Particular nos Direitos das Mulheres"                                                                     | Lançamento do Passaporte da União Africana |
| 26ª                                       | Etiópia          | Adis Abeba      | 21–31 de janeiro de 2016               | "Ano Africano dos Direitos Humanos com Foco Particular nos Direitos das Mulheres"                                                                     | |
| Terceira Cimeira Fórum Índia-África       | Índia            | Nova Deli       | 26–29 de outubro de 2015               | "Parceria Revigorada–Visão Partilhada" | |
| 25ª                                       | África do Sul    | Joanesburgo     | 7–15 de junho de 2015                  | "Ano do Empoderamento da Mulher e Desenvolvimento Rumo à Agenda de África de 2063"                                                                    | Participação de Angelina Jolie |
| 24ª                                       | Etiópia          | Adis Abeba      | 23–31 de janeiro de 2015               | "Ano do Empoderamento da Mulher e Desenvolvimento Rumo à Agenda de África de 2063"                                                                    | |
| 2ª Cimeira África-Turquia                 | Guiné Equatorial | Malabo          | 19–21 de novembro de 2014              | "Um Novo Modelo de Parceria para Melhorar um Desenvolvimento Sustentável e Integração de África"                                                      | |
| 23ª                                       | Guiné Equatorial | Malabo          | 20–27 de junho de 2014                 | "Ano de Agricultura e segurança de comida" | |
| 22ª                                       | Etiópia          | Adis Abeba      | 21–31 de janeiro de 2014               | "Ano de Agricultura e segurança de comida, Marcando o 10º Aniversário da Adoção do Programa de Desenvolvimento Compreensivo da Agricultura de África" | |
| Cimeira Extraordinária do TPI             | Etiópia          | Adis Abeba      | 11–12 de outubro de 2013               | "Relação de África com o TPI " | Este foi pela não aderência do TPI à chamada da UA para largar certas acusações contra líderes em exercício e alega que visou desproporcionalmente Africanos.                                       |
| 21ª                                       | Etiópia          | Adis Abeba      | 19–27 de maio de 2013                  | "Panafricanismo e Renascimento Africano" | 50º Aniversário do Estabelecimento da Organização da Unidade Africana |
| 20ª                                       | Etiópia          | Adis Abeba      | 27–28 de janeiro de 2013               | "Panafricanismo e Renascimento Africano" | |
| Cimeira da Diáspora                       | África do Sul    | Sandton         | 23–25 de maio de 2012                  | "Rumo à Realização de uma África Unida e Integrada e a Sua Diáspora"                                                                                  | |
| 19ª                                       | Etiópia          | Adis Abeba      | 9–16 de julho de 2012                  | "Impulsionar o Comércio Intra-Africano" | |
| 18ª                                       | Etiópia          | Adis Abeba      | 23–30 de janeiro de 2012               | "Impulsionar o Comércio Intra-Africano" | |
| 17ª                                       | Guiné Equatorial | Malabo          | 23 de junho – 1 de julho de 2011       | "Empoderamento da Juventude para Desenvolvimento Sustentável"                                                                                         | |
| 2ª Cimeira África-Índia                   | Etiópia          | Adis Abeba      | 20–25 de maio de 2011                  | "Melhorar a parceria: visão partilhada" | |
| 16ª                                       | Etiópia          | Adis Abeba      | 24–31 de janeiro de 2011               | "Rumo a uma Unidade Maior e Integração pelos Valores Partilhados"                                                                                     | |
| 15ª                                       | Uganda           | Campala         | 19–27 de julho de 2019                 | "Desenvolvimento Maternal, Infantil e Saúde das Crianças em África"                                                                                   | |
| 14ª                                       | Etiópia          | Adis Abeba      | 25 de janeiro – 2 de fevereiro de 2010 | "Tecnologias de Informação e Comunicação em África: Desafios e Perspetivas para Desenvolvimento"                                                      | |
| 13ª                                       | Líbia            | Sirte           | 24 de junho – 3 de julho de 2009       | "Investindo na Agricultura para Crescimento Económica e Segurança da Comida"                                                                          | |
| 12ª                                       | Etiópia          | Adis Abeba      | 26 de janeiro – 3 de fevereiro de 2009 | "Desenvolvimento da Infraestrutura em África" | |
| 11ª                                       | Egito            | Xarm el-Xeikh   | 24 de junho – 1 de julho de 2008       | "Conhecendo os Objetivos do Desenvolvimento do Milénio da Água e da Sanitização"                                                                      | |
| 10ª                                       | Etiópia          | Adis Abeba      | 25 de janeiro – 2 de fevereiro de 2008 | "Desenvolvimento Industrial de África" | |
| 9ª                                        | Gana             | Acra            | 25 de junho – 6 de julho de 2007       | "Grande Debate no Governo da União" | |
| 8ª                                        | Etiópia          | Adis Abeba      | 22–30 de janeiro de 2007               | 1. "Ciência, Tecnologia e Pesquisa Científica para o Desenvolvimento" 2. "Mudança Climática em África"                                                | |
| 7ª                                        | Gâmbia           | Banjul          | 25 de junho – 2 de julho de 2006       | "Racionalização de CERs e Integração Regional" | |
| 6ª                                        | Sudão            | Cartum          | 16–24 de janeiro de 2006               | "Educação e Cultura" | |
| 5ª                                        | Líbia            | Sirte           | 28–29 de junho de 2005                 | | |
| Cimeira Extraordinária da Reforma das ONU | Etiópia          | Adis Abeba      | 4 de agosto de 2005                    | | |
| 4ª                                        | Nigéria          | Abuja           | 24–31 de janeiro de 2005               | | |
| 3ª                                        | Etiópia          | Adis Abeba      | 6–8 de julho de 2004                   | | |
| 2ª                                        | Moçambique       | Maputo          | 2–12 de julho de 2003                  | | |
| 1ª                                        | África do Sul    | Durban          | 28 de junho – 10 de julho de 2002      | "Paz, Desenvolvimento e Prosperidade: O Século Africano"                                                                                              | Eventos notáveis incluem o lançamento da União Africana. |

## Migração
Em 2018, a União Africana adotou o Protocolo do Movimento Livre. Este protocolo permite o movimento livre das pessoas entre países que fazem parte da União Africana.
O artigo 14 do Protocolo para o tratado que estabelece a comunidade económica africana relacionado com o movimento livre de pessoas, direito de residência, e direito de estabelecimentos discute o movimento livre de trabalhadores.
A União Africana também tem uma Estrutura da Política de Migração para África.
Deslocamento forçado de pessoas e grupos também tem sido uma área de foco para a UA–mais de trinta estados ratificaram a Convenção de Campala, o único tratado continental que se foca em pessoas internamente deslocadas no mundo.
Começando de 2016, a União Africana introduziu passaportes continentais.

## Relações estrangeiras
Os estados-membros individuais da União Africana coordenam políticas estrangeiras por esta agência, além de conduzirem as suas próprias relações internacionais numa base de estado-a-estado. A UA representa os interesses do povo Africano em organizações intergovernamentais (OIGs); por exemplo, é um observador permanente na Assembleia Geral das Nações Unidas. Tanto a União Africana como as Nações Unidas trabalham em conjunto para abordar assuntos de preocupações comuns em várias áreas. A Missão da União Africana para as Nações Unidas aspira servir como uma ponte entre as duas organizações.
Adesão à UA sobrepõe-se com outras OIGs, e ocasionalmente, estas organizações terceiras e a UA coordenam em assuntos de política pública. A União Africana mantém representação diplomática especial com os Estados Unidos e com a União Europeia.

### Relações África–Caraíbas
Muitas nações caribenhas têm procurado aprofundar laços com o continente de África. O bloco da União Africana tem-se referido à Caraíbas como uma potencial "Sexta Região" da União Africana. Alguns estados caribenhos já se moveram para se juntarem a instituições de África incluindo Barbados que se tornou um membro do Banco de Importação e Exportação Africano. E o Banco de Desenvolvimento Caribenho assinou um acordo de parceria estratégico de cooperação com o Banco de Desenvolvimento Africano.

### Relações África–China
Um dos principais parceiros económicos do continente tem sido República popular da China. O Fórum de Cooperação China–África (FCCA) é o principal mecanismo de coordenação multi-lateral entre os países africanos e a China. Desde que se juntou ao FCCA em 2012, a União Africana tem tido um maior papel de coordenação, embora cada país africana no FCCA continue a representar-se individualmente.

### Relações África–UE
Para a Comissão Europeia, a relação da União Europeia com África é uma prioridade fundamental. A futura visão da parceria África-UE da Comissão Europeia e o Serviço de Ação Externa Europeia está delineado na Comunicação Conjunta "Rumo a uma Estratégia Compreensiva com África". Propõe colaborar em:
- Transição Verde e Acesso Energético
- Transformação Digital
- Crescimento Sustentável e Trabalhos
- Paz, Segurança e Governo
- Migração e Mobilidade

A 2 de dezembro de 2020, cinco Grupos de Estratégia de Fundação África-Europa foram estabelecidos nas áreas de Sistemas de Saúde, Digital, Agricultura e Comida Sustentável, Conectividade de energia Sustentável e Transporte. Foi feito em conjunto com um consórcio composto por Amigos da Europa, Fundação Mo Ibrahim e IPEMED.
Em relação a reforçar a resiliência, paz, segurança e governo, a União Africana e a União Europeia reconhecem que resiliência, paz, segurança e governo estão todos intimamente ligados. Paz e segurança são elementos importante para desenvolvimento sustentável, prosperidade e resiliência das sociedades. Para assegurar paz e segurança, trabalhou com a Instalação de Paz Africana. Esta foi substituída em 2021 pela Instalação de Paz Europeia. A UA e a UA também colaboram em promover gestão de recursos sustentáveis, resiliência ambiental, e mitigação da mudança climática. A Iniciativa de Adaptação de África também está a ser apoiada pela União Europeia.

### Relações África–Rússia
A Rússia hospedou a primeira cimeira de chefes de estado da África-Rússia de 23 a 24 de outubro de 2019, Representantes de todos os 54 estados africanos, incluindo 43 chefes de estado ou governo, estiveram na cimeira. A segunda cimeira é suposto acontecer este este ano, sendo que ainda não existe uma data ou local determinados.

### Relações África–Turquia
As relações Turquia–África têm ganho impulso substancial desde a declaração da Turquia como um parceiro estratégico do continente pela União Africana em janeiro de 2008. Desde 2008, várias grandes cimeira e reuniões tem acontecido entre a Turquia e a UA. A primeira cimeira foi A cimeira de Cooperação Turquia–África, em Istambul em agosto de 2008.
Desde 2020, a Turquia tem embaixadas em 42 países e conselheiros comerciais em 26 países no continente africana. A transportadora aérea Turkish Airlines também voa para 35 destinos no continente.

### Relações África–Estados Unidos
Em 2017, Donald Trump, Presidente dos Estados Unidos, emitiu uma ordem executiva para banir cidadãos de sete países com ligações suspeitas a terrorismo de entrarem nos Estados Unidos. Três deles eram países africanos, e membros da UA. Durante a 28ª Cimeira da União Africana, líderes africanos criticaram o banimento como eles expressaram preocupações crescentes para o futuro da economia africana sob a liderança do Presidente Trump e políticas subsequentes.

## Línguas
A União Africana promove o uso de línguas africanas sempre que é possível nos seus trabalhos oficiais. As línguas oficiais são árabe, francês, inglês, espanhol, português, suaíli e qualquer outra língua de origem africana.

## Membros
Ao todo, a União Africana possui 54 membros, todos sendo de África e de ilhas africanas, como é o estado parcialmente reconhecido da República Árabe Saaraui Democrática, Marrocos retirou-se em 1984 da organização pois alegava soberania pelo Saara Ocidental República Árabe Saaraui Democrática, no entanto, a 30 de janeiro de 2017, a UA o admitiu como um estado membro. A candidatura de 2005 da Somalilândia para se juntar à UA ainda está pendente.
Mali foi suspenso da União Africana a 19 de agosto de 2020 após um golpe militar. A 9 de outubro, o Conselho de Paz e Segurança da União Africana levantou a suspensão imposta ao Mali de todas as atividades do órgão pan-africano, citando os progressos feitos por ele no retorno à democracia. O país foi novamente suspenso a 1 de junho de 2021 após o segundo golpe militar em nove meses.
A Guiné também foi suspensa pela União Africana a 10 de setembro de 2021 depois que um golpe militar depôs o presidente do país, Alpha Condé.
O Sudão também foi suspenso pela organização a 27 de outubro de 2021 depois que um golpe militar depôs o governo civil liderado pelo primeiro-ministro Abdalla Hamdok.
Burkina Faso foi suspenso da UA no dia 31 de janeiro de 2022 logo após o golpe de Estado que depôs Roch Marc Christian Kaboré do governo burquinês no dia 23 de janeiro.
Em 31 de agosto de 2023, após sofrer um golpe de Estado por uma junta militar no dia anterior, o Gabão foi suspenso da União Africana. Na análise da UA "Ressurgimento de golpes de estado militares comprometem a democracia, a paz, a segurança e a estabilidade, bem como o desenvolvimento no continente", e condena assim o levante militar que depôs o ex-presidente Ali Bongo Ondimba.
| - África do Sul - Angola - Argélia - Benim - Botswana - Burundi - Cabo Verde - Camarões - Chade - Comores - Costa do Marfim - Djibuti - Egito - Eritreia - Essuatíni - Etiópia - Gâmbia - Gana | - Guiné-Bissau - Guiné Equatorial - Lesoto - Libéria - Líbia - Madagáscar - Malawi - Marrocos - Ilhas Maurícias - Mauritânia - Moçambique - Namíbia - Níger - Nigéria - Quênia - República Árabe Saaraui Democrática - República Centro-Africana | - República Democrática do Congo - República do Congo - Ruanda - São Tomé e Príncipe - Seicheles - Senegal - Serra Leoa - Somália - Sudão do Sul - Tanzânia - Togo - Tunísia - Uganda - Zâmbia - Zimbabwe |  |

### Suspensos
- Burquina Fasso
- Guiné
- Mali
- Sudão
- Gabão

### Observadores
- Israel
- Cazaquistão
- México
- Turquia
- Emirados Árabes Unidos